# Maturidismo
Maturidismo (em árabe: الماتريدية) é uma escola de teologia islâmica do islã sunita em homenagem ao teólogo de Samarcanda Abu Mançor Almaturidi (853–944). A teologia maturidista é considerada um dos credos ortodoxos do islã sunita, juntamente do atarismo e do alaxarismo, e prevalece na escola hanafista de jurisprudência islâmica.